# Gromm
Gromm — українська блек-метал-група.

## Історія
Група утворена в 13 квітня 2001 року у місті Чернігів (Україна). 
Початковий склад: Nabath (вокал), Baalberith (гітара), d'Raven (бас-гітара), барабанщик (ім'я не відомо). Незабаром група припиняє живі репетиції та переходить в «студійний» формат. У групі залишаються Nabath  і Baalberith.
У січні 2002 року закінчена запис першого демо «Вогнем та мечем», що містить 9 треків. 

квітня 2003 записаний другий повнометражний альбом «Цвяхи для богів». 

2004: записаний повноформатний альбом «Щастя — це коли тебе немає...». 

2005: записаний міні-альбом «В сяйві чорного». 

2006:  «Cold Old Thorns» — перевидання практично всіх треків з альбомів «Вогнем та мечем» і «Цвяхи для богів» + новий трек. 

У 2007 набраний склад для живих репетицій: повертається d 'Raven, місце за барабанами займає Karmaged. 29 грудня 2007 відбулося перше живий виступ гурту.
2008: записаний полноформатний альбом «Sacrilegium». 

d 'Raven покидає групу. 

Nabath так само веде CITADEL distribution та видає номера андеграундного блек-метал-видання Citadel'zine.

Перша група з Чернігова, чиї диски були видані за межами СНД.

Кінець 2008 р. — Karmaged більш не є учасником групи.
 
Навесні 2009 р група записує міні-альбом «Pilgrimage amidst the Catacombs of Negativism» (5 треків).

На живих концертах на басу і барабанах грають сесійні музиканти.

## Склад
- Nabath (вокал, тексти)
- Baalberith (гітара)

## Сесійні учасники
- Noktt (бас)
- Vlatom (ударні)

Колишні сесійні учасники:
- Karmaged (ударні)
- d 'Raven (бас)

## Дискографія
- Ferro Ignigue (2002)
- Nails For Gods (2003)
- Happiness — It’s When You Are Dead (2005)
- In the Glare of Black/Beyond the Frozen Gates (CD-Split with Endless Blizzard) (2006)
- In the Glare of Black / War Forever (Split (tape-split with Wings of War) (2006) Рецензия[недоступне посилання з лютого 2019]
- Cold Old Thorns (2006)
- Sacrilegium (2008)
- Pilgrimage amidst the Catacombs of Negativism (mCD)(2009)
- Obscurantism (Split) 2011
- Black:Art:Morbid:Grandeur (EP) 2013